# Sucker for Pain
"Sucker For Pain" é uma canção dos rappers americanos Lil Wayne e Wiz Khalifa e do grupo de indie-rock Imagine Dragons, com Logic e Ty Dolla $ign e X Ambassadors participando da faixa. A canção foi lançada como um single para a trilha sonora do filme Esquadrão Suicida (2016) no dia 24 de junho de 2016, pela Atlantic Records e Warner Bros. Records. Originalmente, a canção foi oferecida a cantora norte-americana Demi Lovato que chegou a gravar uma demo para a música, porém a versão de Lovato para a faixa foi descartada.

## Recepção crítica
Elias Leight da Rolling Stone chamou a canção de "insana" e elogiou a contribuição Lil Wayne para a canção, dizendo: "Wayne brilha durante seu verso, proporcionando rimas auto-destrutivas enquanto pula agilmente no decorrer da batida arrastada." Carly Mallenbaum dos USA Today sentiu que a música é "sexy."

## Desempenho comercial
Na América do Norte, a canção alcançou o número 15 na Billboard Hot 100 e o número um no Rap Songs. Em setembro de 2016, "Sucker For Pain" vendeu 448.000 cópias nos Estados Unidos.

## Videoclipe
Em 24 de junho de 2016, o videoclipe da música foi lançado no canal da Atlantic Records no YouTube. Durante o videoclipe, várias cenas do filme são mostradas.

## Gráficos

### Gráficos semanais
| Gráfico (2016)                                          | Posição |
| ------------------------------------------------------- | ------- |
| Austrália (ARIA)                                        | 7       |
| Áustria (Ö3 Austria Top 75)                             | 6       |
| Bélgica (Ultratop 50 de Flandres)                       | 35      |
| Bélgica (Ultratop 50 da Valônia)                        | 35      |
| Canadá (Canadian Hot 100)                               | 19      |
| República Checa (Rádio Top 100)                         | 4       |
| República Checa (Singles Digitál Top 100)               | 6       |
| Dinamarca (Hitlisten)                                   | 9       |
| Finlândia (Suomen virallinen lista)                     | 5       |
| França (SNEP)                                           | 18      |
| O campo songid é OBRIGATÓRIO PARA PARADA ALEMÃ          | 8       |
| Hungria (Single Top 40)                                 | 26      |
| Irlanda (IRMA)                                          | 18      |
| Itália (FIMI)                                           | 19      |
| Letónia (Latvijas Top 40)                               | 6       |
| Líbano (Lebanese Top 20)                                | 4       |
| Países Baixos (Dutch Top 40)                            | 29      |
| Países Baixos (Single Top 100)                          | 30      |
| Nova Zelândia (Recorded Music NZ)                       | 5       |
| Noruega (VG-lista)                                      | 3       |
| Polónia (Polish Airplay Top 100)                        | 5       |
| Portugal (AFP)                                          | 5       |
| Rússia (Tophit)                                         | 6       |
| Escócia (Scottish Singles Chart)                        | 13      |
| Suécia (Sverigetopplistan)                              | 9       |
| Eslováquia (Rádio Top 100)                              | 38      |
| Eslováquia (Singles Digitál Top 100)                    | 7       |
| Suíça (Schweizer Hitparade)                             | 16      |
| Reino Unido (UK Singles Chart)                          | 11      |
| Reino Unido (OCC UK R&B)                                | 1       |
| Estados Unidos (Billboard Hot 100)                      | 15      |
| Estados Unidos (Billboard Mainstream Top 40)            | 21      |
| Estados Unidos (Billboard R&B/Hip-Hop Songs)            | 3       |
| Estados Unidos (Billboard Hot Rock & Alternative Songs) | 3       |
| Estados Unidos (Billboard Rhythmic)                     | 8       |

### Gráficos de fim de ano
| Gráfico (2016)                       | Posição |
| ------------------------------------ | ------- |
| Áustralia (ARIA)                     | 54      |
| Australia Urbana (ARIA)              | 6       |
| Áustria (Ö3 Austria Top 40)          | 37      |
| Canadá (Canadian Hot 100)            | 64      |
| Dinamarca (Tracklisten)              | 83      |
| Alemanha (Official German Charts)    | 46      |
| Itália (FIMI)                        | 87      |
| Suíça (Schweizer Hitparade)          | 78      |
| UK Singles (Official Charts Company) | 71      |
| US Billboard Hot 100                 | 68      |

## Histórico de lançamentos
| Região  | Data                | Formato                 | Gravadora             |
| ------- | ------------------- | ----------------------- | --------------------- |
| Mundial | 24 de junho de 2016 | Digital download stream | Atlantic Warner Bros. |